# Éditions de l'Olivier
Les Éditions de l'Olivier és una editorial francesa creada per Olivier Cohen i sise a París, ubicada al número 96 del Boulevard del Montparnasse, al 14è districte. L'empresa va ser fundada el 1991 i s'ha especialitzat en literatura francesa i estrangera. Entre altres, ha publicat a autors com Jakuta Alikavazovic.